# Ernest-Jules Debruge
Ernest-Jules Debruge, francoski general, * 1882, † 1965.